# Gyeongsang do Sul
Gyeongsang do Sul (em coreano 경상남도; 慶尙南道; Gyeongsangnam-do) é uma província da Coreia do Sul, localizada no sudeste do país. Na anterior forma de transliteração (sistema de McCune-Reischauer): Kyŏngsang-namdo. A forma abreviada do nome é Gyeongnam  (경남; 慶南), anteriormente Kyŏngnam.
A província foi criada em 1896, a partir da parte sul da antiga província de Gyeongsang (경상도; 慶尙道; Gyeongsang-do). Gyeongsang Sul tem uma área de 10 518 km² e uma população de 3 120 000 habitantes (2001). A capital é a cidade de Changwon (창원시; 昌原市; Changwon-si).